# کمال‌گرا (آلبوم)
کمال‌گرا (به انگلیسی: Perfectionist) نخستین آلبوم استودیویی از خوانندهٔ انگلیسی تدی سینکلر می‌باشد؛ که تحت نام ناتالیا کیلز منتشر شده‌است. این آلبوم در ۱ آوریل سال ۲۰۱۱ از سوی ویل.آی.ام موزیک گروپ، چری‌تری، کان‌لایو و اینترسکوپ رکوردز منتشر گردیده‌است.